# Гоявичиньская, Поля
Поля Гоявичиньская (настоящие имя и фамилия — Аполония Гоявичиньская) (пол. Pola Gojawiczyńska; 1 апреля 1896, Варшава — 29 марта 1963, там же) — польская писательница.

## Биография
Родилась в рабочей семье. Окончила начальную школу, работала воспитателем в детском саду, библиотекарем. Играла в любительском театре.
Во время Первой мировой войны принимала участие в работе Польской военной организации.
В 1914 году уехала из Варшавы в Россию. После обретения независимости Польши, вернулась на родину и до 1929 года жила в г. Бельск-Подляски. В 1931—1932 годы провела в Силезии (Пекары-Слёнске).
После возвращения в Варшаву сотрудничала с газетой «Gazeta Polska», в которой опубликовала ряд очерков, эссе, рассказов и повестей.
С 1931 года полностью посвятила себя литературной работе. С 1936 года — член профсоюза польских литераторов.
Во время немецкой оккупации Варшавы, в 1943 была арестована фашистами и находилась в заключении в тюрьме Павяк в корпусе «Сербия». Свои воспоминания об этих днях описала в книге «Решетки». После выхода из тюрьмы, тяжело больная, долго лечилась и скрывалась у друзей. После войны жила в Варшаве.
Член польского ПЕН-клуба.
Похоронена на кладбище Старые Повонзки в Варшаве.

## Творчество
Поля Гоявичиньская — одна из самых популярных польских писательниц межвоенного периода. Еē произведения на психологические и социально-нравственной темы до настоящего времени — в списке самых читаемых книг.
Первые литературные работы она послала Г. Запольской, которая положительно их оценила и предложила П. Гоявичиньской продолжать писать. Её первой литературной работой стал рассказ «Два фрагмента», за который в 1915 году она получила премию журнала «Echo Pragi».
В 1933 году дебютировала со сборником рассказов «Предыдущий день», но успех принес ей опубликованный в 1934 году роман «Земля Эльжбеты», описывающий национальные и социальные конфликты в области Верхней Силезии.
Наиболее знаменитый роман П. Гоявичиньской «Девушки из Новолипок» (1935). Это история, рассказывающая о жизни нескольких молодых женщин из бедного района Варшавы в первые два десятилетия XX века, показанная на фоне мелкобуржуазной среды Варшавы, еē обычаев и менталитета.
Позже писательница продолжила судьбу своих героинь в книге «Райская яблоня» (1937). В 1937 году на театральной сцене была поставлена еē пьеса «Современное» (пол. Współczesne).
Романы «Девушки из Новолипок» и «Райская яблоня» , по мнению литературных критиков, самые зрелые работы П. Гоявичиньской. Они принесли ей большую популярность, получили ряд литературный наград.
Позже «Девушки из Новолипок» были экранизированы и поставлены на телевидении, переведены на многие языки мира, в том числе чешский, итальянский, русский, словацкий и сербо-хорватский.

## Избранные произведения
- 1933 Powszedni dzień
- 1934 Ziemia Elżbiety
- 1935 Dziewczęta z Nowolipek
- 1936 Rozmowy z milczeniem
- 1937 Rajska jabłoń
- 1938 Dwoje ludzi
- 1938 Słupy ogniste
- 1945 Krata
- 1946 Stolica
- 1947 Dom na skarpie
- 1956 Miłość Gertrudy
- 1956 Opowiadania
- 1964 Stolica
- 1971 Z serca do serca
- 1974 Szybko zapomniane
- 2001 Święta rzeka

## Награды
- Золотой Крест Заслуги
- Орден «Знамя Труда» 1-й степени
- медаль 10-летия Народной Польши
- Командорский крест Ордена Возрождения Польши
- Золотой знак восстановления Варшавы
- Премия столичного города Варшавы